# Takuya Wada
Takuya Wada (和田 拓也 Wada Takuya?), född 28 juli 1990 i Kanagawa prefektur, är en japansk fotbollsspelare.
Wada började sin karriär 2009 i Tokyo Verdy. Efter Tokyo Verdy spelade han för Vegalta Sendai, Omiya Ardija, Sanfrecce Hiroshima och Yokohama F. Marinos.